# Палатний корпус із Петропавлівською церквою (Новгород-Сіверський)
Палатний корпус з Петропавлівською церквою — православний храм та пам'ятка архітектури національного значення у Новгород-Сіверському Чернігівської області.

## Історія
Постановою Ради Міністрів УРСР від 24.08.1963 року № 970 «Про впорядкування справи обліку та охорони пам'яток архітектури на території Української РСР» («Про впорядкування справи обліку та охорони пам'яток архітектури на території Української РСР») надано статус пам'ятник архітектури республіканського значення з охоронним № 850/3 під назвою Палатний корпус із Петропавлівською церквою.
Будівля реставрована у період 1954-1958 років. Це були перші справжні наукові дослідження під керівництвом Миколи Холостенка. Тоді зроблено обміри всіх будинків і споруд ансамблю, що збереглися після Другої світової війни.
До 1980 року Петропавлівська трапезна церква, бурса та три корпуси келій були відреставровані і пристосовані під потреби будинку інвалідів, який на цей час містився на території колишнього Спасо-Преображенського монастиря.
У 1980-1990 рр. співробітники інституту «Укрпроектреставрація» здійснили детальні натурні дослідження всіх оборонних споруд монастиря. Ці дослідження дали вичерпні відомості щодо еволюції головного монастирського в’їзду від XVI ст. та оборонних укріплень усього комплексу, які значною мірою змінюють уявлення, що склалися з цього питання в літературі з історії архітектури.
Встановлено інформаційну дошку.

## Опис

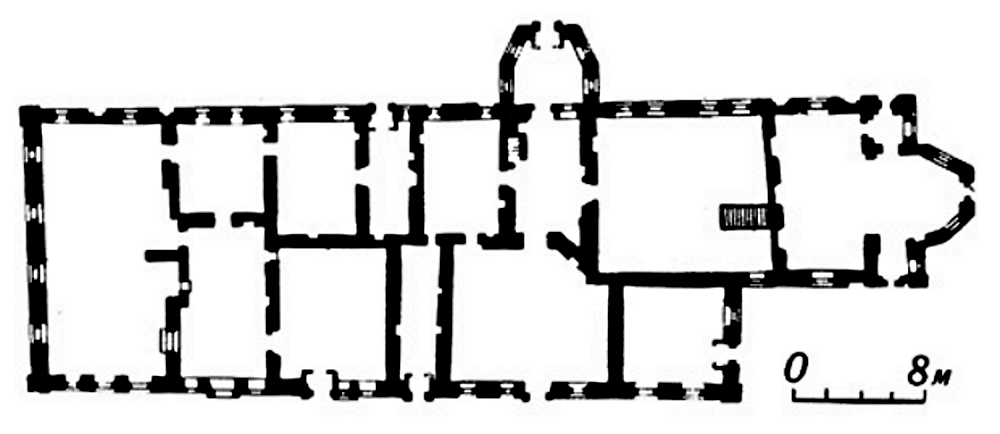
Загальний план Церкви Петра та Павла з палатним корпусом

Входить до комплексу Спасо-Преображенського монастиря та музею-заповідника «Слово про похід Ігорів» .
Палатний корпус із Петропавлівською церквою — оригінальна пам'ятка кам'яної архітектури XVII століття. Петропавлівська церква одна з двох перших кам'яниць (разом зі Спасо-Преображенським собором) монастиря XII століття. Палатний корпус було прибудовано до церкви до XIV століття, точна дата невідома. Будівля змінювалася внаслідок перебудов аж до XVII століття.
Цегляна, оштукатурена і побілена, одноповерхова будівля складається з палатного корпусу (кельї та трапезна) та церкви. Келії — прямокутні в плані, з напівциркульними склепіннями, покриті двосхилим залізним дахом. До келій примикає прямокутний зал трапезної із системою хрестових перекриттів, що спираються на стіни та центральний стовп за допомогою підпружних арок. Далі на схід від трапезної примикає прямокутна в плані, одноярусна Петропавлівська церква з п'ятигранною апсидою зі східного боку. Перекриття церкви — система ступінчастих арок у два яруси, які утворюють перехід до восьмигранного (восьмерик) барабана, увінчаного куполом з розеткою в зеніті. Вхід до трапезної підкреслює гранований ризаліт. Північний та східний фасади споруди прикрашені аркатурним фризом та оригінальним орнаментом, мотиви якого, ймовірно, запозичені з архітектури домонгольського періоду.

## Галерея

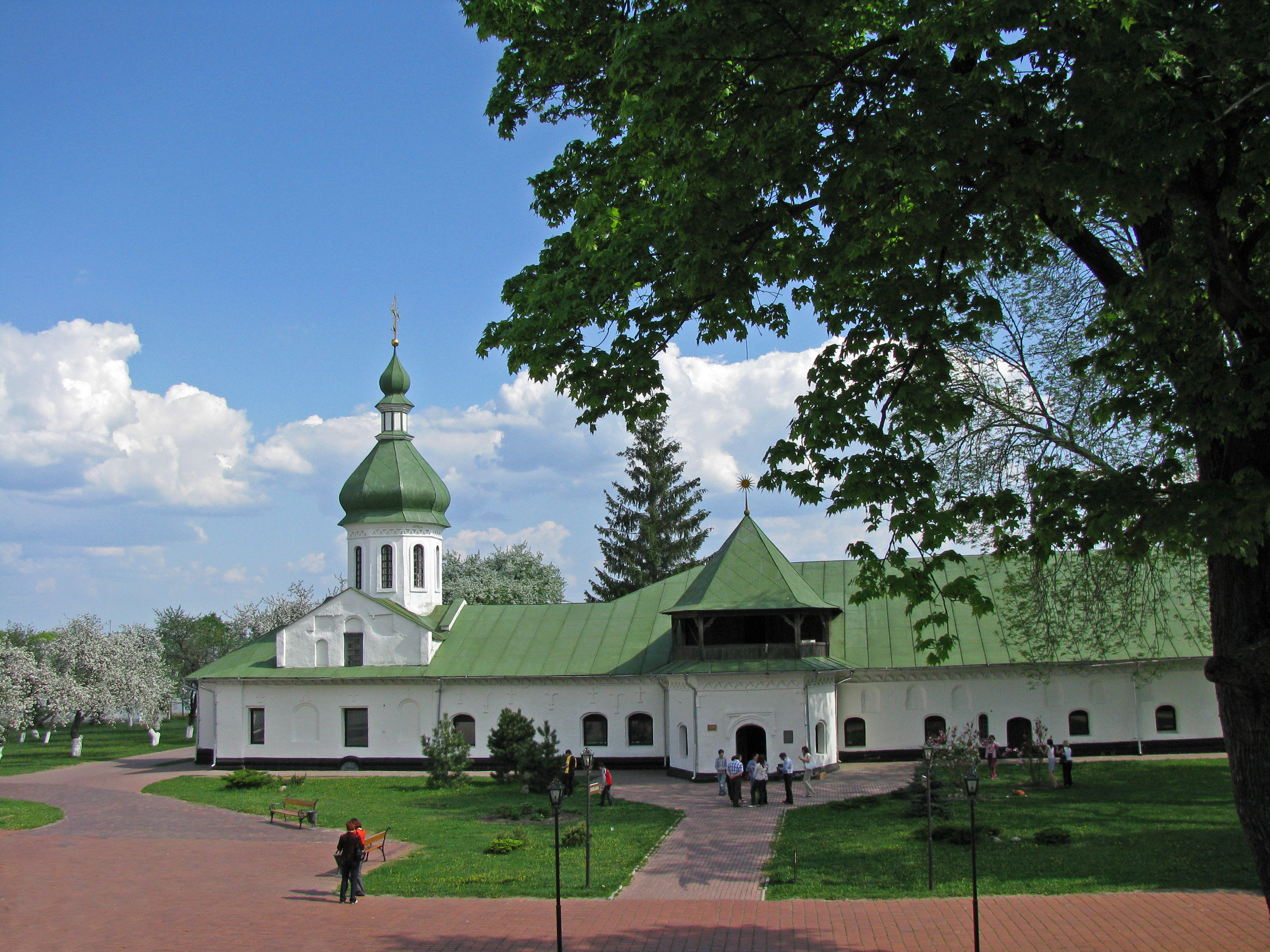
Чоловий (північний) фасад палатного корпусу з Петропавлівською церквою станом на травень 2009 року
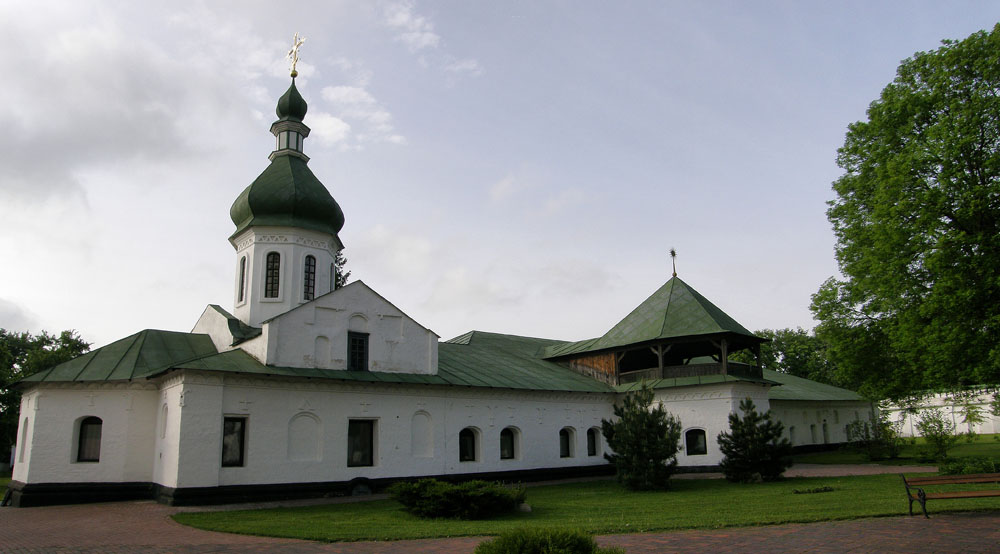
Вид на палатний корпус з Петропавлівською церквою станом на травень 2010 року
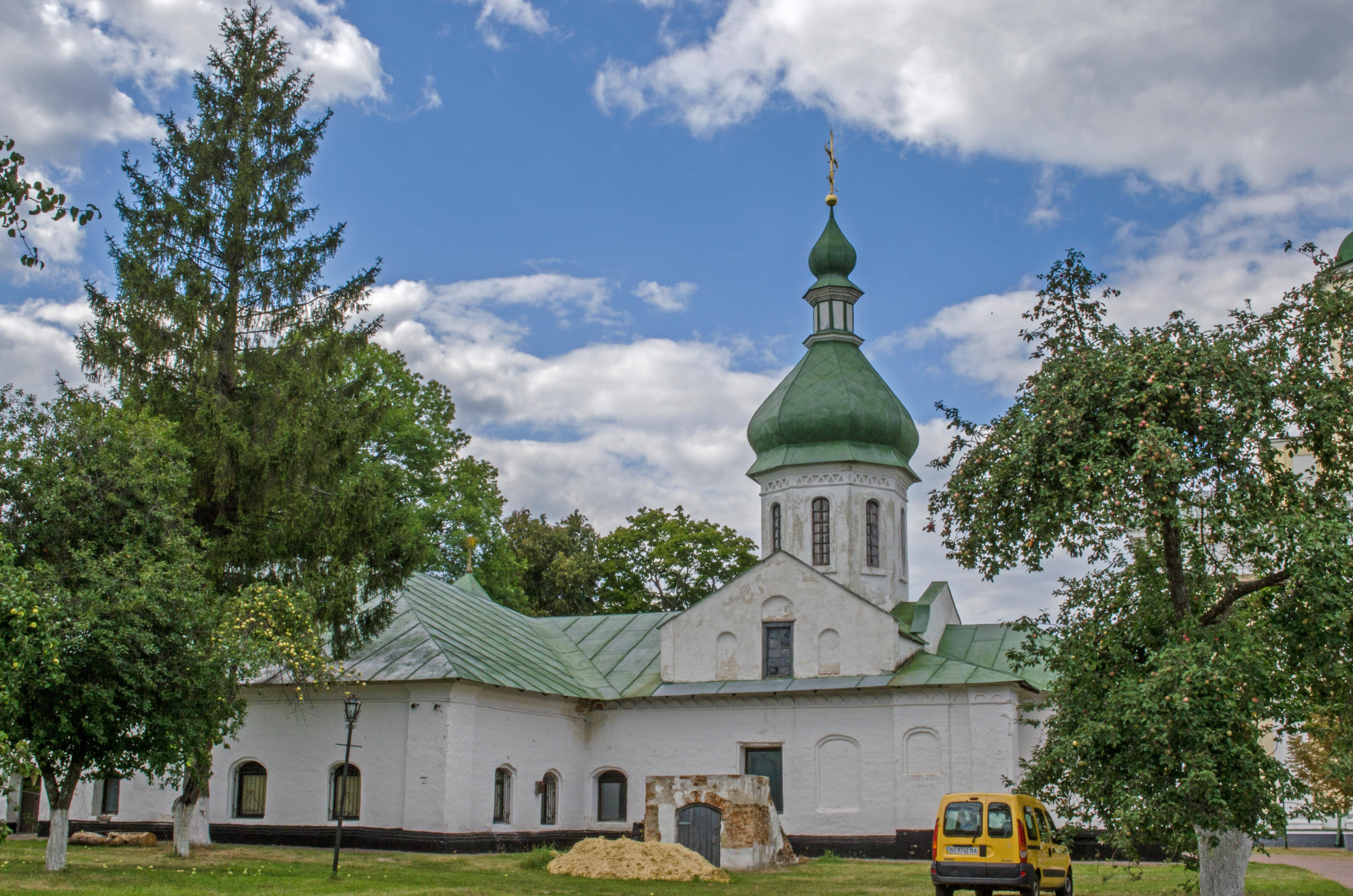
Вид на південно-східний бік Петропавлівської церкви станом на вересень 2013 року
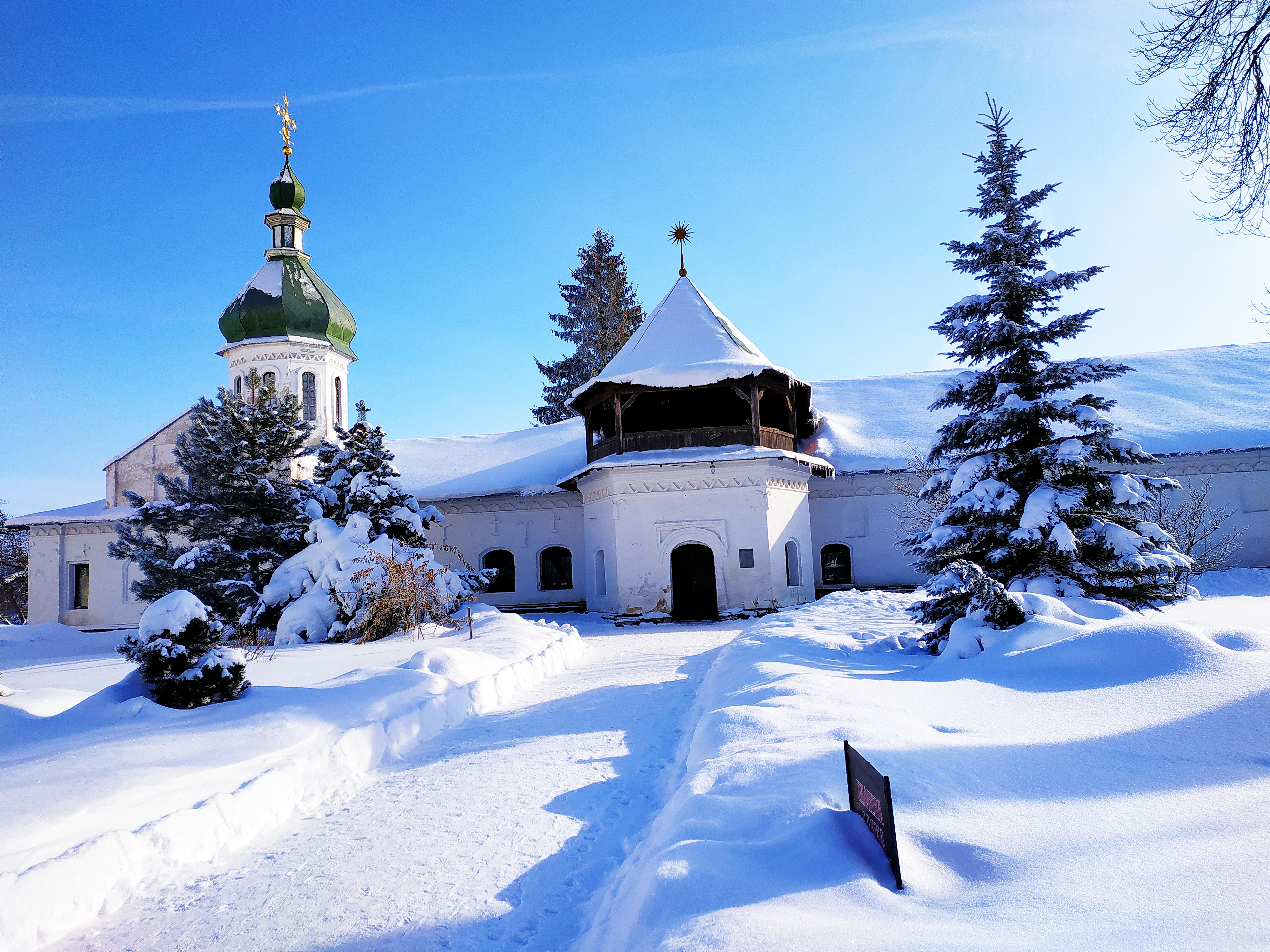
Зимовий краєвид входу до Палатного корпусу з Петропавлівською церквою станом на січень 2019 року
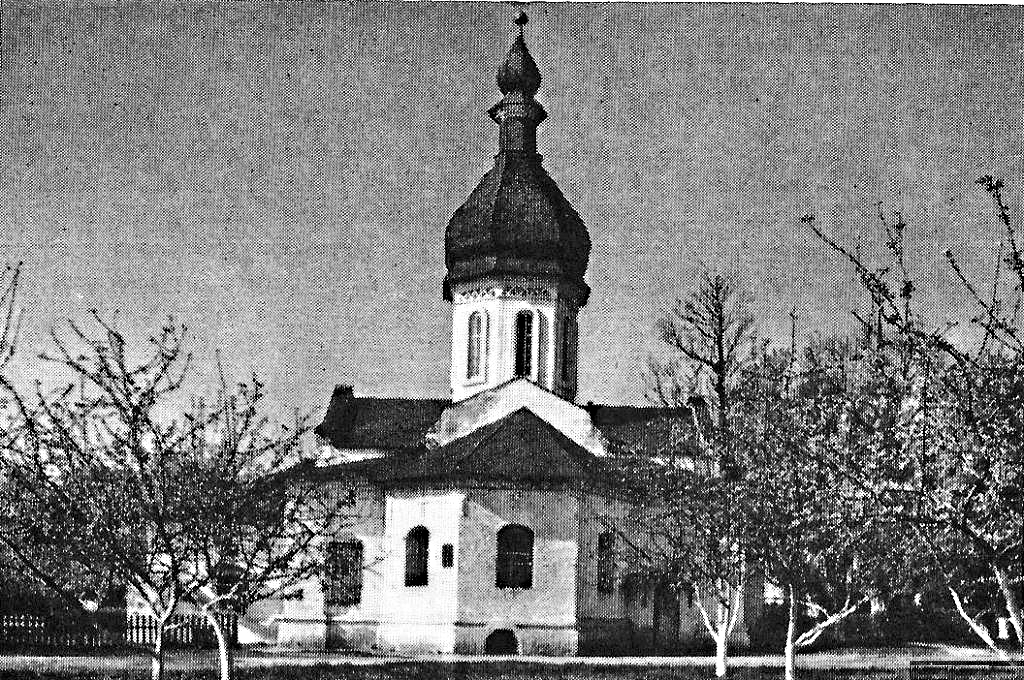
Східний бік Церкви Петра та Павла з палатним корпусом станом на 1978 рік.